# Global Electric Motorcars

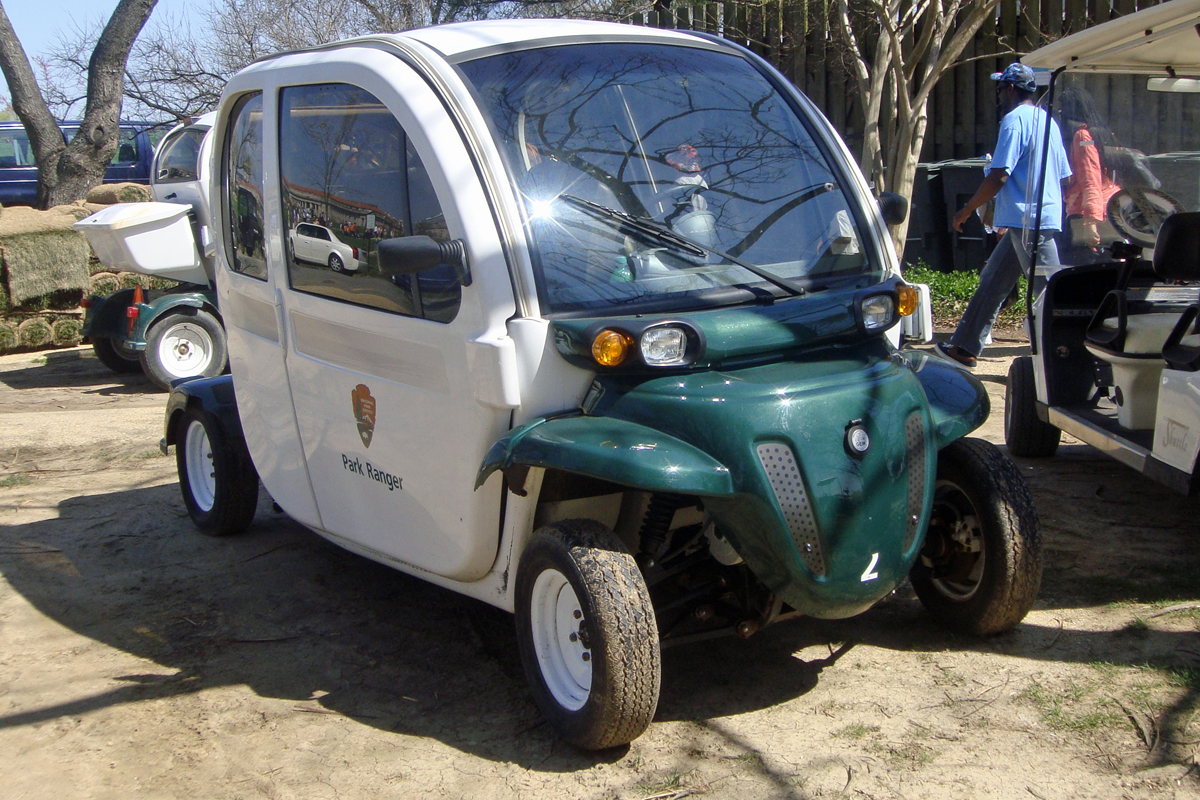
GEM e4

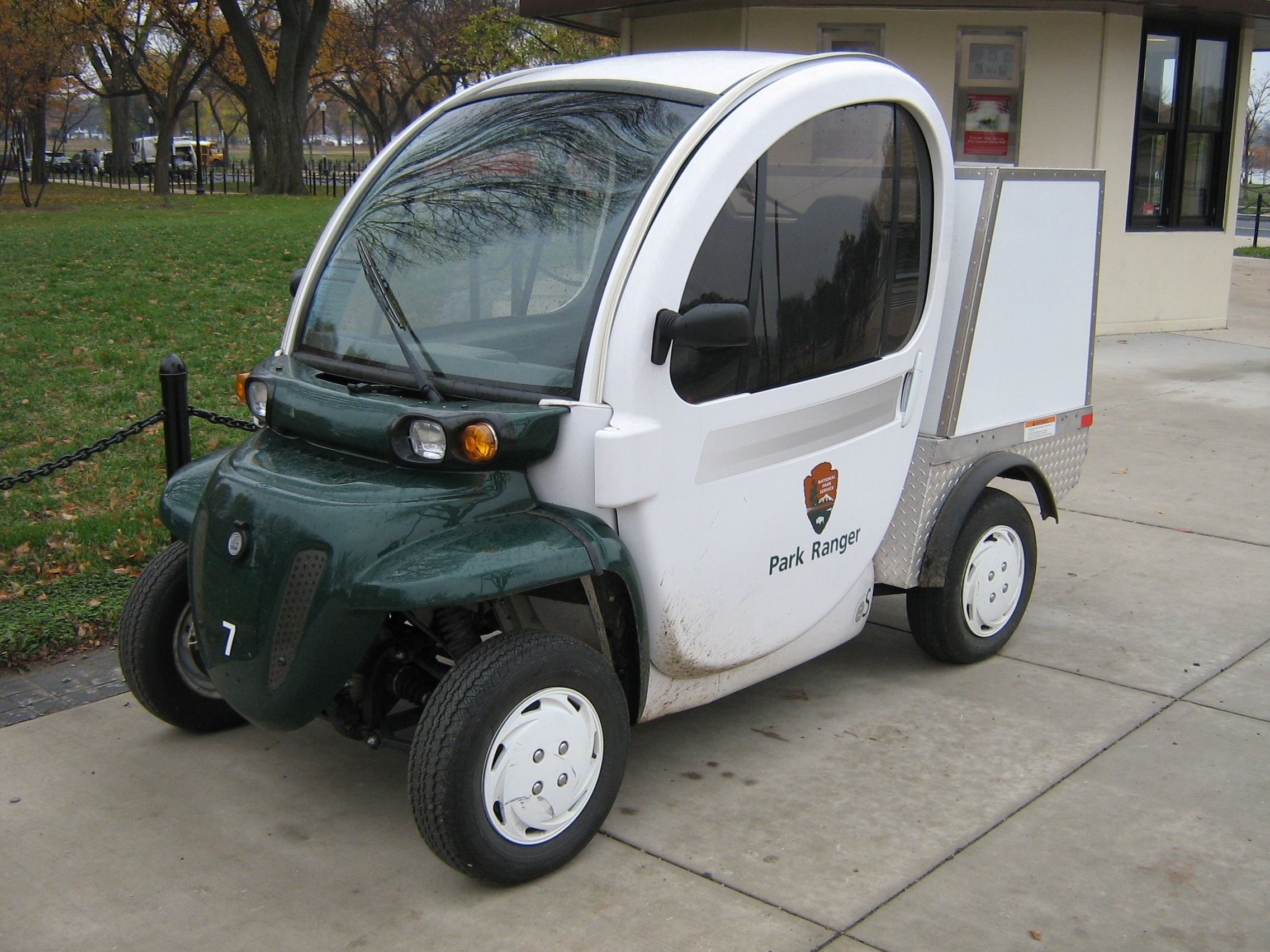
GEM e2 Van

Global Electric Motorcars – amerykański producent elektrycznych mikrosamochodów z siedzibą w Medina działający od 1992 roku. Należy do amerykańskiego przedsiębiorstwa Polaris.

## Historia

### Początki
W 1992 roku byli inżynierowie pracujący dotychczas dla General Motors zdecydowali się utworzyć własną inicjatywę, nazywając ją początkowo Trans2, za siedzibę obierając miasto Livonia w stanie Michigan. Inicjatywa wzbudziła zainteresowanie inwestorów ze stanu Dakota Północna, którzy zdecydowali się przenieść siedzibę firmy do Fargo. W 1998 roku firma obrała nazwę Global Electric Motorcars, w skrócie GEM, rozpoczynając w tym samym roku produkcję swojego pierwszego samochodu elektrycznego niskich prędkości mogącego pomieścić do 2 pasażerów.
Rozpoczęcie produkcji samochodów GEM zbiegło się z wprowadzeniem przez amerykańską agencję bezpieczeństwa drogowego nowej kategorii pojazdów, przez co elektryczne mikrosamochody mogły poruszać się legalnie po publicznych drogach z prędkością do 56 km/h. W 2000 roku firma otrzymała zlecenie skonstruowania 4 pojazdów dla amerykańskiego Chryslera, który zdecydował się ostatecznie przejąć przedsiębiorstwo. Zapoczątkowało to okres intensywnego rozwoju oferty modelowej i rynków zbytu, wysyłając na eksport swoje pojazdy w różnych wariantach nadwoziowych i o różnym przeznaczeniu.

### Przejęcie przez Polaris
Po 10 latach współpracy z Chryslerem, amerykański koncern jednoczący się właśnie z włoskim Fiatem w ramach sojuszu FCA zdecydował się odsprzedać Global Electric Motorcars innej amerykańskiej firmie, Polaris. Od tego czasu GME stało się silnie zintegrowanym ze strukturą tego przedsiębiorstwa oddziałem, dzieląc z macierzystą firmą m.in. stronę internetową, na której firma promowana jest jako Polaris GEM.

## Modele samochodów

### Obecnie produkowane
- GEM e2
- GEM e4
- GEM e6